# 무한로
 무한로(Muhan-ro)는 충청남도 청양군 화성면 국원교차로에서 장곡면 천태사거리잇는 도로이다.

## 주요 경유지
충청남도
- 청양군 (화성면) - 홍성군 (장곡면)

## 노선
| 이름          | 접속 노선                          | 소재지 | 소재지 | 비고                           |
| ------------- | ---------------------------------- | ------ | ------ | ------------------------------ |
| 국원 교차로   | 국도 제36호선 (대청로)             | 청양군 | 화성면 |                                |
| 산정리삼거리  | 지방도 제610호선 (구봉로)          | 청양군 | 화성면 | 지방도 제610호선과 중복        |
| 화성삼거리    | 지방도 제610호선 (죽성로)          | 청양군 | 화성면 | 지방도 제610호선과 중복        |
| 합천사거리    | 구숫골길                           | 청양군 | 화성면 |                                |
| 장군교        |                                    | 청양군 | 화성면 |                                |
| 제2장군교     |                                    | 청양군 | 화성면 |                                |
| 원동교        |                                    | 청양군 | 화성면 |                                |
| 용당교        |                                    | 청양군 | 화성면 |                                |
| 옥계삼거리    | 용천신원로                         | 홍성군 | 장곡면 | 국가지원지방도 제98호선과 중복 |
| 산성삼거리    | 국가지원지방도 제96호선 (홍남동로) | 홍성군 | 장곡면 | 국가지원지방도 제98호선과 중복 |
| 천태교        |                                    | 홍성군 | 장곡면 |                                |
| 천태사거리    | 예당로                             | 홍성군 | 장곡면 |                                |
| 예당로와 직결 |                                    |        |        |                                |

## 주요 건물 및 시설
- 합천초등학교 (무한로 88/산정리 243)
- 청양화성우체국 (무한로 94/산정리 199-15)
- 화성남양파출소 (무한로 130/산정리 165-8)
- HD현대오일뱅크 화성주유소 (무한로 133/산정리 171-3)
- 화성면보건지소 (무한로 145/산정리 174-4)
- S-OIL 산성주유소 (무한로 919/산정리 233-3)